# Gazela-de-clark
A gazela-de-clark (Ammodorcas clarkei), também conhecida como dibatag, é um antílope encontrado nas savanas do leste da Etiópia e do norte da Somália.